# Belić
Belić (izvirno srbsko Белић) je naselje v Srbiji, ki upravno spada pod Mesto Valjevo; slednja pa je del Kolubarskega upravnega okraja.
- Belić - panorama
- Belić - panorama
- Belić - panorama
- Belić - panorama
- Belić - panorama
- Belić - panorama
- Belić - panorama

## Demografija
V naselju, katerega izvirno (srbsko-cirilično) ime je Белић, živi 85 polnoletnih prebivalcev, pri čemer je njihova povprečna starost 37,5 let (31,8 pri moških in 43,8 pri ženskah). Naselje ima 38 gospodinjstev, pri čemer je povprečno število članov na gospodinjstvo 3,26.
To naselje je, glede na rezultate popisa iz leta 2002, večinoma srbsko.
|  |

| Demografija | Demografija     | Demografija     |
| Leto        | Št. prebivalcev | Št. prebivalcev |
| ----------- | --------------- | --------------- |
|             |                 |                 |
|             |                 |                 |
|             |                 |                 |
|             |                 |                 |
| 1948        | 142             |                 |
| 1953        | 140             |                 |
| 1961        | 135             |                 |
| 1971        | 133             |                 |
| 1981        | 118             |                 |
| 1991        | 113             | 111             |
| 2002        | 124             | 124             |
|             |                 |                 |

| Etnična sestava po popisu iz leta 2002 | Etnična sestava po popisu iz leta 2002 | Etnična sestava po popisu iz leta 2002 | Etnična sestava po popisu iz leta 2002 | Etnična sestava po popisu iz leta 2002 |
| -------------------------------------- | -------------------------------------- | -------------------------------------- | -------------------------------------- | -------------------------------------- |
| Srbi                                   | Srbi                                   |                                        | 123                                    | 99,19%                                 |
| Neznano                                | Neznano                                |                                        | 1                                      | 0,80%                                  |